# NGC 4365
NGC 4365 ist eine elliptische Galaxie vom Hubble-Typ E3 im Sternbild Jungfrau auf der Ekliptik. Sie ist schätzungsweise 52 Millionen Lichtjahre von der Milchstraße entfernt und hat einen Durchmesser von etwa 110.000 Lj. Unter der Bezeichnung VCC 731 gilt sie als Mitglied des Virgo-Galaxienhaufens. 

Im gleichen Himmelsareal befinden sich u. a. die Galaxien NGC 4341, NGC 4342, IC 3259, IC 3267 und PGC 40338.
Das Objekt wurde am 13. April 1784 von dem deutsch-britischen Astronomen Wilhelm Herschel entdeckt.